# Smalbekkikkers van Madagaskar
De smalbekkikkers van Madagaskar (Cophylinae) zijn een onderfamilie van kikkers uit de familie smalbekkikkers (Microhylidae). De groep werd voor het eerst wetenschappelijk beschreven door Edward Drinker Cope in 1889. Later werd de wetenschappelijke naam Rhombophryninae gebruikt.
Er zijn 107 soorten in acht geslachten, alle soorten komen uitsluitend voor op het Afrikaanse eiland Madagaskar.

## Taxonomie
Onderfamilie Cophylinae
- Geslacht Anilany
- Geslacht Anodonthyla
- Geslacht Cophyla
- Geslacht Madecassophryne
- Geslacht Mini
- Geslacht Plethodontohyla
- Geslacht Rhombophryne
- Geslacht Stumpffia*

*=Stumpffia wordt wel als zustergeslacht van Rhombophryne gezien.
Adelastinae · 
Asterophryinae · 
Chaperininae · 
Cophylinae · 
Dyscophinae · 
Gastrophryninae · 
Hoplophryninae · 
Kalophryninae · 
Melanobatrachinae · 
Microhylinae · 
Otophryninae · 
Phrynomerinae · 
Scaphiophryninae